# Lattre-Saint-Quentin
Lattre-Saint-Quentin település Franciaországban, Pas-de-Calais megyében. Lakosainak száma 318 fő (2022. január 1.). Lattre-Saint-Quentin Tilloy-lès-Hermaville, Hauteville, Habarcq, Hermaville, Izel-lès-Hameau, Noyellette, Noyelle-Vion és Wanquetin községekkel határos.

## Népesség
A település népességének változása:
| Lakosok száma | 247  | 264  | 268  | 267  | 268  | 276  | 279  | 294  | 318  |
|               | 2013 | 2015 | 2016 | 2017 | 2018 | 2019 | 2020 | 2021 | 2022 |